# Walter Rüdel

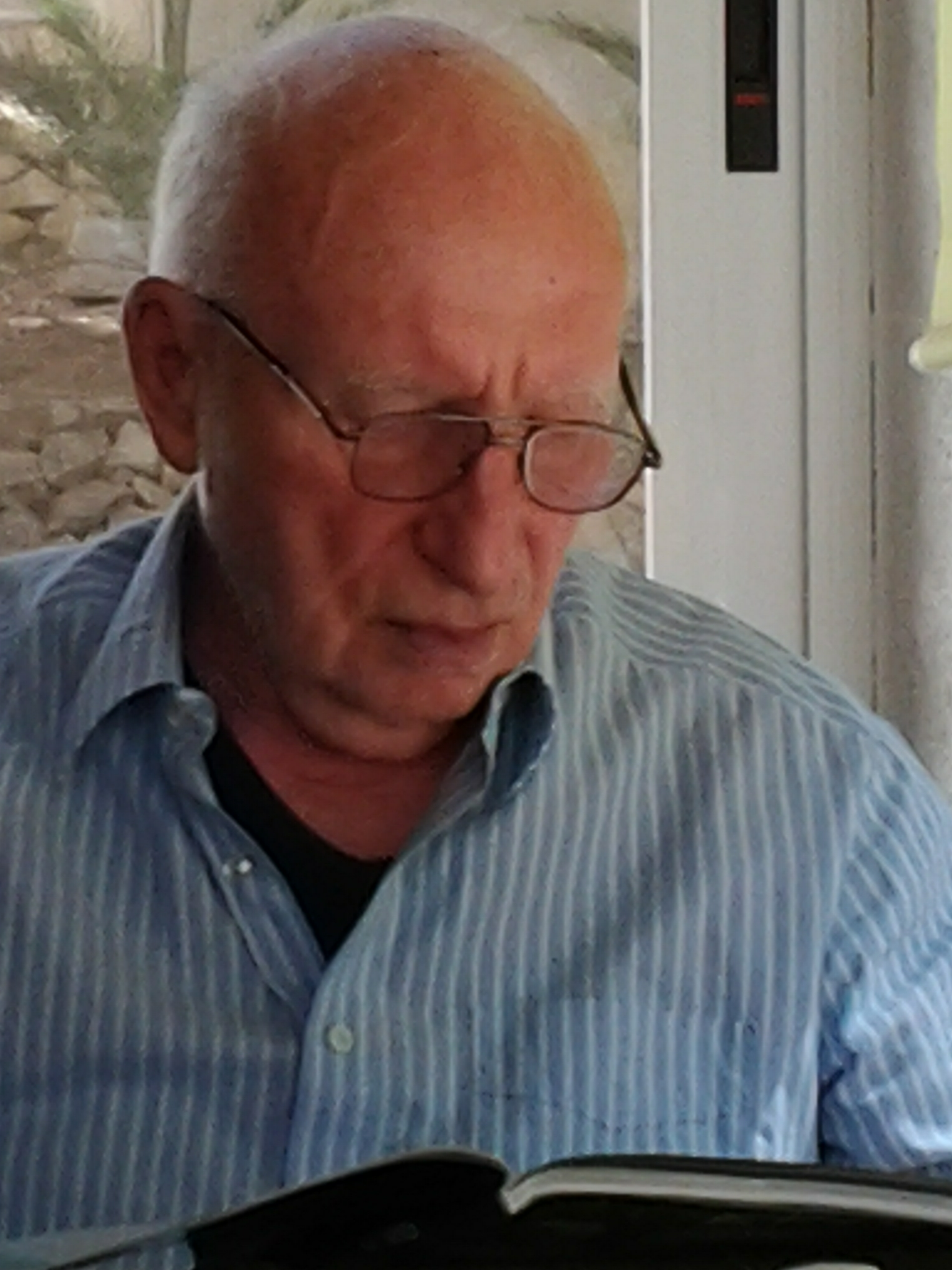
Walter Rüdel

Walter Rüdel (* 22. März 1931 in Weilbach; † 24. Februar 2021 in Köln) war ein deutscher Fernsehjournalist, Fernsehproduzent und Buchautor.

## Leben

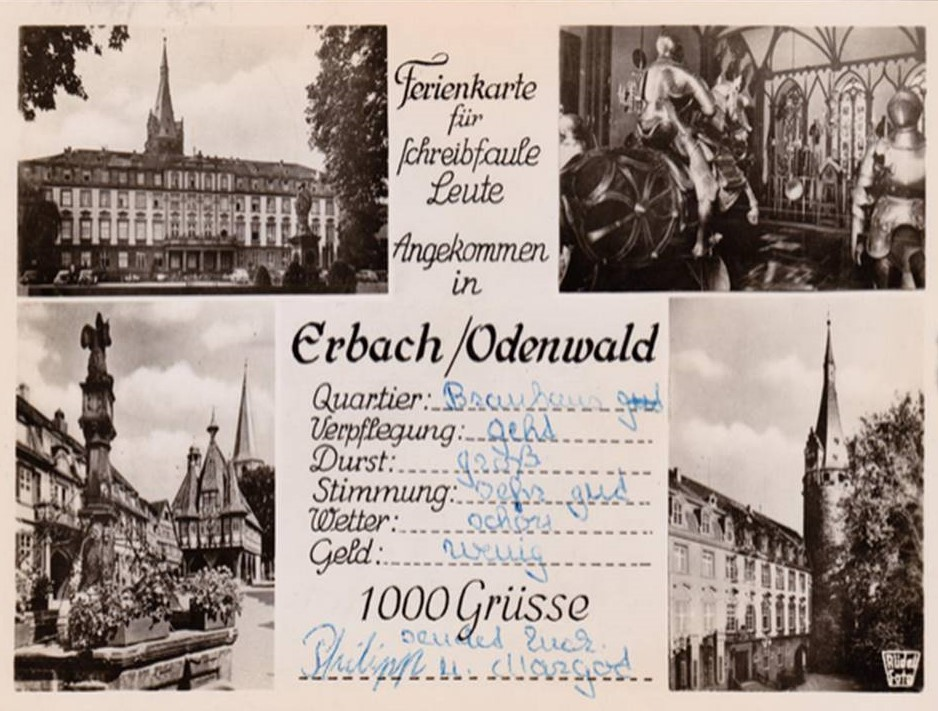
Postkarte Verlag Walter Rüdel, 1952

Nach seiner Ausbildung zum Verlagsbuchhändler betrieb Walter Rüdel zunächst eine Buchhandlung in Miltenberg und begann 1952 mit der Produktion von Reisepostkarten und der Herausgabe des Reiseführers Der Main wo er am schönsten ist von Rudolf Vierengel (mit einem Vorwort von Sven Hedin) im eigenen Verlag.
Angeregt von dieser verlegerischen Tätigkeit machte er 1957 die Sonderreifeprüfung und begann mit dem Studium der Theater- und Zeitungswissenschaft, der Kunstgeschichte und der Literaturgeschichte an der Universität München.

### Fernsehjournalist
1963 begann Walter Rüdel als Fernsehjournalist für den SDR in Stuttgart zu arbeiten. Als Autor und Regisseur realisierte er mehrere hundert Kurzberichte, Reportagen und Dokumentarfilme für die Sender der ARD und für das ZDF. Er war freier Mitarbeiter für „Studio 3“, „Spektrum“, Report München und ttt – titel, thesen, temperamente. Walter Rüdel drehte im In- und Ausland Fernsehfeatures über arrivierte Kulturschaffende, wie den Bauhaus-Architekten Walter Gropius, als auch über Künstler, die damals zur deutschen und europäischen Avantgarde gehörten, wie Nicolas Schöffer. Politische und historische Reportagen, wie die Dokumentation „Krieg dem Kriege“ über die gescheiterten Bemühungen der europäischen Linken zur Verhinderung des Ersten Weltkriegs, bildeten einen weiteren Schwerpunkt seiner Arbeit.

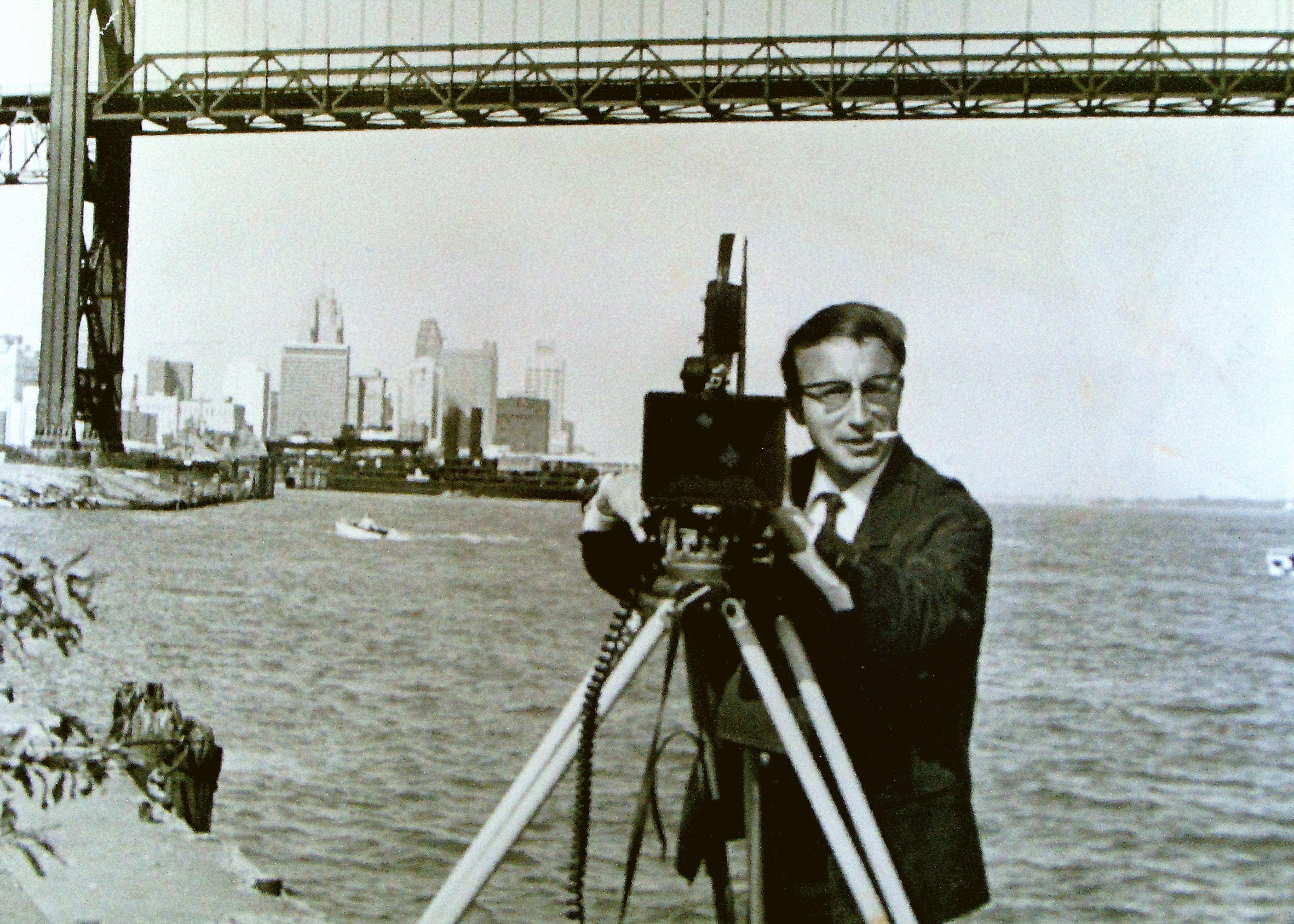
Walter Rüdel bei Dreharbeiten in den USA, 1977

Walter Rüdel war journalistischer Wegbegleiter des Stuttgarter Balletts unter Generalintendant Walter Erich Schäfer, über den er 1971 die Reportage „Walter Erich Schäfer oder Die Theatertaten eines Gutsherrn aus Niederbayern“ drehte. Er filmte das Stuttgarter Ballett, geleitet von John Cranko, bei Auslandsgastspielen des Ensembles und drehte 1977 den Dokumentarfilm „John Cranko – Stationen eines großen Choreographen“ für das ZDF.
Für die Reportage „Prügelpauker“ erhielt Walter Rüdel 1974 den Bremer Fernsehpreis. Ein Jahr später bekam er eine Bundesfilmprämie der Filmförderungsanstalt für den (bereits 1971 gedrehten) Dokumentarfilm „Das bemerkenswerte Leben der Marieluise Fleißer aus Ingolstadt“. Die Dokumentation basiert auf einem Filminterview mit Marieluise Fleißer über ihre schriftstellerische Arbeit.
Walter Rüdel porträtierte in seiner achtzehnjährigen Fernsehtätigkeit gerne umstrittene Persönlichkeiten des Geisteslebens, so 1975 den Philosophen Martin Heidegger in dem Fernsehporträt „Martin Heidegger – Im Denken unterwegs“, dass er gemeinsam mit Richard Wisser realisierte.
Auch dem vergleichbar kontrovers diskutierten Pour-le-Mérite-Träger, Freidenker und Schriftsteller Ernst Jünger widmete sich Walter Rüdel 1977 mit einem Fernsehporträt „Ich widerspreche mir nicht“. In mehreren Interviews in Liberia sprach Ernst Jünger über seine Werke und über die politischen Ereignisse seiner Zeit.

### Fernsehproduzent und Autor

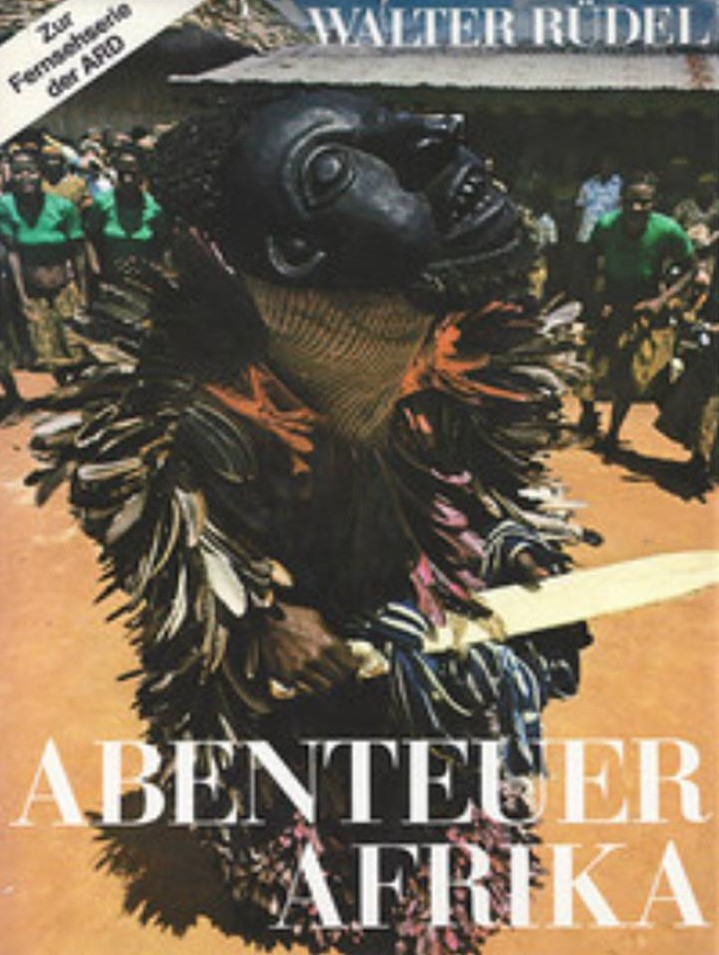
Walter Rüdel „Abenteuer Afrika“, Neske Verlag, Pfullingen 1978

Für Länder – Menschen – Abenteuer produzierte Walter Rüdel, als Mitinhaber der Neske-Produktion, die sechsteilige Dokumentationsreihe „Abenteuer Südamerika“ (für den SWF und WDR). Die Serie hatte die Themenschwerpunkte: „El Dorado blieb unentdeckt“ (der Goldrausch der Konquistadoren), „Diamtenjäger im Indianerland“ (die harte Wirklichkeit des Diamentenschürfens in Südamerika), „Der Schatz der Magellanstrasse“ (die Ölvorkommen in Feuerland), „Freiheit im Sattel“ (die Rinderfarmen im Mato Grosso in Brasilien), „Amazonas aufwärts“ (die Suche nach den letzten indigenen Völkern am Amazonas) und „Die Überlebenden und Todgeweihten“ (Indianer in Chile).
Walter Rüdel co-produzierte 1979 mit „Abenteuer Afrika“ eine weitere Dokumentationsserie für „Länder – Menschen –Abenteuer“. Parallel zu den fünf Folgen („Vorstoß ins Unbekannte“, „Segel südwärts“, „Kontinent der Könige“, „Schwarze Söhne der Sonne“, „Götter, Geister und Dämonen“) für die Serie, drehte er die ausführliche Dokumentation „Das Fest des toten Königs - Totenriten im Königreich Bafut/Kamerun“ über die Beerdigungsfeierlichkeiten von Achirimbi II., Fon (König) des Bafut-Volkes im Grasland von Kamerun.
Im selben Jahr schrieb Walter Rüdel das Buch Abenteuer Afrika, das parallel zur Ausstrahlung der gleichnamigen Fernsehdokumentationen erschien.

### Journalistische Entwicklungsarbeit
Von 1981 an bis 1997 war Walter Rüdel Repräsentant und Projektleiter der Friedrich-Naumann-Stiftung in Jordanien, der Westbank und im Libanon mit dem Schwerpunkt journalistischer Entwicklungsarbeit und Umweltpolitik. Für Schulungsfilme über nachhaltige Landwirtschaft erhielt das Projekt 1986 die „Bronzene Ähre“ auf dem Internationalen Agrarfilm-Wettbewerb in Berlin. Als Förderer der „Jordan Environment Society“, des jordanischen Umweltverbandes, wurde Walter Rüdel 1996 zum Ehrenmitglied ernannt.

## Auszeichnungen
- 1974: Bremer Fernsehpreis, Radio Bremen, Reportagen-Preis für „Die Prügelpauker“
- 1975: Bundesfilmprämie der FFA für „Das bemerkenswerte Leben der Marieluise Fleißer aus Ingolstadt“
- 1986: Bronzene Ähre, Agrarfilmfestival Berlin
- 1996: Ehrenmitgliedschaft in der Jordan Environment Society

## Bücher
- Wo der Main am schönsten ist, Autor Rudolf Vierengel, Verlag Walter Rüdel, Miltenberg 1952
- Abenteuer Afrika, Neske Verlag, Pfullingen 1978, ISBN 9783788502157

## Fernsehdokumentationen
- 1964: 20. Juli 1944 – Widerstandskämpfer aus Baden-Württemberg (SDR)
- 1966: Stuttgart in Edinburgh, Bericht über die Festspiele mit Carlos Kleiber (SDR)
- 1969: Das Bauhaus, Teil 1: Von Weimar nach Berlin, Teil 2: Spuren nach 50 Jahren (SDR)
- 1970: Nicolas Schöffer, Personality des Op-Künstlers in Paris (NDR)
- 1971: Walter Erich Schäfer oder Die Theatertaten eines Gutsherrn aus Niederbayern (ZDF)
- 1972: Vom Reich zur Bundesrepublik, Teil 1 – Zusammenbruch und Neubeginn, Teil 2 – Männer der ersten Stunde (ZDF)
- 1972: Das bemerkenswerte Leben der Marie Louise Fleisser aus Ingolstadt (BR)
- 1973: Helfer, Handlanger, oder Was? (WDR)
- 1974: Ein Mann namens Schulz – Braucht man noch Philosophie? (SWF)
- 1974: Krieg dem Kriege (SWF)
- 1974: Chile nach dem Sturm – Ein Weg wohin? (BR)
- 1975: Martin Heidegger – Im Denken unterwegs (SDR)
- 1975: Reichspräsident Friedrich Ebert (SDR)
- 1975: Chile heute – „Ausnahmezustand“ (BR)
- 1976: Abenteuer Südamerika (SWF/WDR)
- 1977: John Cranko – Stationen eines großen Choreographen (ZDF)
- 1977: Ich widerspreche mir nicht – Mit Ernst Jünger in Afrika (ZDF)
- 1978: Wettlauf nach Uran – Mit Geologen in 5 Kontinenten (WDR)
- 1979: Abenteuer Afrika (SWF/WDR)
- 1979: Das Fest des toten Königs – Totenriten im Königreich Bafut/Kamerun (SWF/WDR)
- 1980: Training Journalists in Africa (FNS)